# Caccamo
Caccamo est une commune italienne d'environ 8 400 habitants située dans la province de Palerme, dans la région Sicile.

## Géographie
Le pays fait partie de l'Union des municipalités de la Basse Vallée du fleuve Torto. La région agricole du pays est le numéro 7. Les collines intérieures sont San Leonardo. Une importance particulière est près de Monte San Calogero. Caccamo est situé à environ 10 km de la mer sur le golfe de Termini Imerese.

## Histoire
Vers 1860, Caccamo ne compte pas moins d'une cathédrale, vingt-neuf églises et neuf monastères.

## Monuments et patrimoine

### Personnalités nées à Caccamo
- Jean Liccio (1426-1511) bienheureux dominicain né et mort à Cacamo.
- Nino Giuffrè (1945-), mafieux repenti.

## Administration
| Période                                  | Période | Identité | Étiquette | Qualité |
| ---------------------------------------- | ------- | -------- | --------- | ------- |
|                                          |         |          |           |         |
| Les données manquantes sont à compléter. |         |          |           |         |

### Communes limitrophes
Alia, Aliminusa, Baucina, Casteldaccia, Ciminna, Montemaggiore Belsito, Roccapalumba, Sciara, Sclafani Bagni, Termini Imerese, Trabia, Ventimiglia di Sicilia, Vicari